# Anthony Lippini
Anthony Lippini (Bastia, 7 november 1988) is een Frans voetballer die sinds 2018 voor AFC Tubize speelt. Lippini is de neef van ex-voetballer José Pasqualetti.

## Carrière

### Clubcarrière
Lippini is een jeugdproduct van Montpellier HSC. Hij speelde zijn eerste wedstrijden met het eerste elftal in het seizoen 2007/08, toen de club in de Ligue 2 uitkwam. Lippini's speelkansen bleven echter heel beperkt, en toen de club in 2009 promoveerde naar de Ligue 1 was er voor Lippini geen plaats meer bij de club. De verdediger vond in augustus 2009 dan maar onderdak bij Troyes AC, dat net van de Ligue 2 naar de Championnat National was getuimeld. Troyes eindigde derde en promoveerde meteen weer naar de Ligue 2. De 21-jarige Lippini had zo al twee promoties op zijn naam staan, maar met slechts zes competitieoptredens was zijn aandeel in de promotie eerder beperkt.
Bij zijn derde club, AC Ajaccio, slaagde Lippini er wél in om uit te groeien tot onbetwistbaar titularis. In zijn eerste seizoen promoveerde hij meteen van de Ligue 2 naar de Ligue 1. In het eerste seizoen in de Ligue 1 bleef Lippini een vaste waarde bij de Corsicanen, maar in het seizoen 2012/13 verloor Lippini zijn vaste stek. Tussen 2013 en 2015 kwam hij uit voor tweedeklasser Clermont Foot, om in de zomer van 2015 terug te keren naar AC Ajaccio. In het tweede luik van zijn Ajaccio-periode speelde Lippini 48 wedstrijden in de Ligue 2.
In de zomer van 2017 liep het contract van Lippini af, waardoor hij Ajaccio voor de tweede keer moest verlaten. Na enkele maanden zonder club tekende hij op 25 september 2017 voor Tours FC, op dat moment laatste in de Ligue 2. Lippini verliet de club al na één seizoen voor de Belgische tweedeklasser AFC Tubize.

### Nationale ploeg
Lippini speelde op 6 juni 2009 zijn eerste interland voor Corsica tegen Congo-Brazzaville. Sindsdien speelde hij (onofficiële) interlands tegen onder andere Togo,
Bretagne, Gabon, Bulgarije en Burkina Faso.
3 Ben Yaghlane ·
6 Rosenthal ·
7 Garlito y Romo ·
8 Bacanamwo ·
9 Traoré ·
10 Henrique ·
12 Alfieri ·
13 Vidémont ·
14 Henry ·
16 Nemane ·
18 Diawara ·
20 Köse ·
21 Chelidze ·
22 Schuster ·
23 Naah ·
24 Nirisarike ·
25 Lippini · 
26 Goudiaby ·
27 Touré ·
28 Weymans ·
29 Martens ·
33 Defourny ·
36 De Jonghe ·
39 Agyiri ·
Coach: Bracconi